# Pierre Puget

Pierre Puget (Marseille, 1620. október 16. – Marseille, 1694. december 2.) francia barokk szobrász és festő. Személyében a franciák a legnagyobb szobrászaik egyikét tisztelik.

## Életpályája
Marseille közelében született. Eleinte Marseille-ben dolgozott, majd Toulonban a királyi hajóhad hajóit díszítette faragványokkal. 1641-ben Rómába ment, ahol Pietro de Cortona vezetése alatt festészettel foglalkozott. Mintegy 50 képe maradt fenn, de ezek alárendelt jelentőségűek. Ezután meglehetősen nyugtalan életet élt, főleg Genovában, Toulonban, Párizsban és Marseille-ben dolgozott, 1669-ben Toulonban a hajódíszítések vezetője lett. Hajódíszítései a hajókkal együtt elpusztultak, építészeti tervei pedig, amelyeket Marseille szépítésére készített, nem valósultak meg.

## Művei
Művei közül a legkitűnőbbek: a touloni városházán a főbejárat felett levő erkélyt hordó hatalmas alakok; a Genova mellett levő S. Maria di Carrignano templomban a haldokló Szent Sebestyén alakja; a Krotoni Milo és a farkas, Perszeusz és Androméda (mitológia) márványcsoportjai a párizsi Louvre-ban; A dögvész Milánóban (Marseille) és Nagy Sándor és Szinópéi Diogenész találkozása (Louvre) domborművek stb. 

## Galéria

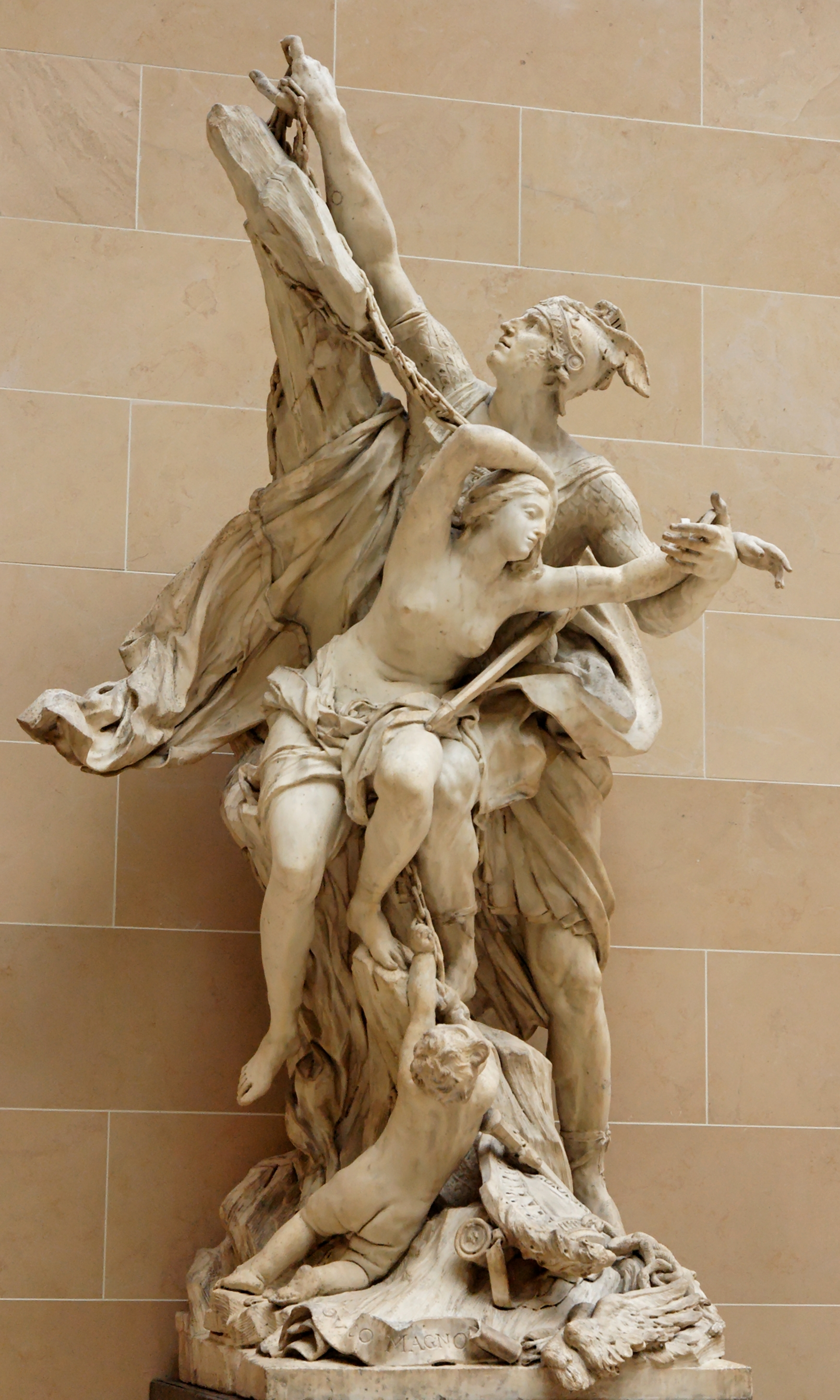
Perszeusz és Androméda
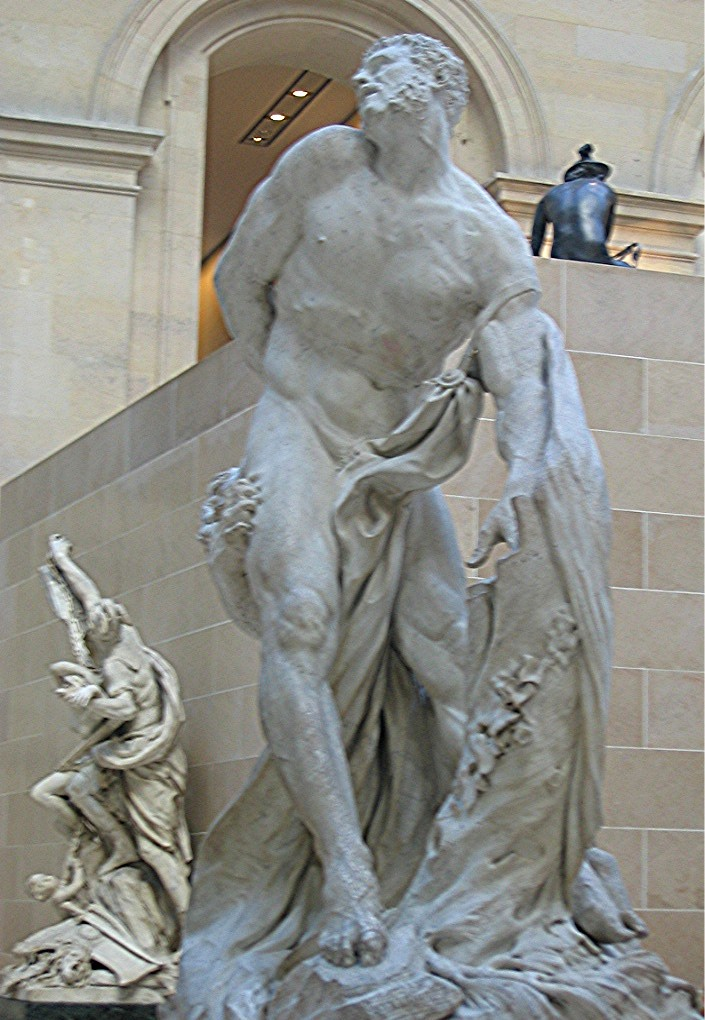
Krotoni Milo
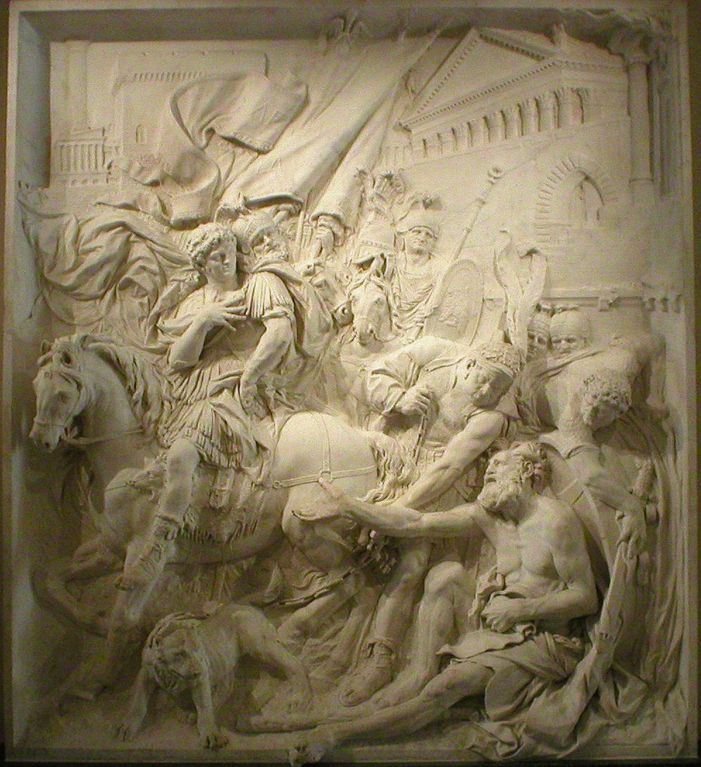
Nagy Sándor és Szinópéi Diogenész találkozása